# 清武の乱
清武の乱（きよたけのらん）は、2011年11月11日に起きたプロ野球チーム「読売ジャイアンツ」（以下「巨人」）の運営会社・株式会社読売巨人軍の清武英利球団代表による同社取締役会長・渡邉恒雄への告発に関する問題。
清武はこの問題を理由に、同月18日読売巨人軍におけるすべての職を解任されている。

## 概要

### 11月11日までに明らかになっていた事実
巨人は2011年のセントラル・リーグに於いて71勝62敗11分とし、首位の中日ドラゴンズから3.5ゲーム差の3位でペナントレースを終え、続くクライマックスシリーズファーストステージにおいては東京ヤクルトスワローズに1勝2敗で敗退したため、10月31日にこの年の公式戦を終えている。
11月4日、読売巨人軍の渡邉恒雄取締役会長（親会社の読売新聞グループ本社代表取締役主筆）は、コーチ人事について「俺に報告もなしに勝手にコーチの人事やなんかをいじくるとか、そんなことありえるのかね」と語っている。巨人は11月7日より宮崎県で秋季キャンプを行なっていた。

### 11月11日　清武球団代表による告発会見
2011年11月11日、読売巨人軍の清武英利取締役球団代表（読売新聞グループ本社局次長待遇出向）は、文部科学省記者クラブで吉峯啓晴弁護士を伴い「読売巨人軍のコンプライアンス上の重大な件」と題した記者会見を開き、巨人の来季のヘッドコーチ人事を巡って渡邉球団会長が不当に介入しているとして、当時問題となっていた大王製紙やオリンパスの事例を引き合いに出し、会社の内部統制とコンプライアンス（企業倫理）を破ったとする声明を発表し、渡邉を批判した。
告発の主な内容は以下の通りである。
この後の記者会見で、清武は自らが辞めるつもりもなく、また渡邉会長に辞任を求めるつもりもないとした。
吉峯弁護士は文部科学省において会見を開いた意図について、「文部科学省はプロ野球も所管していることから、無関心ではいられない問題である」と説明している。
これに対し、読売巨人軍のオーナーと代表取締役社長を兼任する桃井恒和が同日記者会見を開き「会見を球団の誰も知らなかった。代表取締役である自分の知らないところで、ああいう形でやったのでは逆にコンプライアンスという意味でとんでもない」とし、岡崎の留任が覆ったことについては、留任が決まったのはクライマックスシリーズが始まる前で、負けたから状況は変わったとしたが、江川との接触はなく岡崎の留任もありえるとコメント。桃井は「渡邉氏は親会社（読売新聞グループ本社）のトップで、球団の平取締役とは違う。不当な鶴の声ではない」と反論している。
当事者となった岡崎は、この日の巨人は休日で、清武による会見が行われる前までには宿舎のホテルに戻っていたが、会見以降は報道陣の前に姿を見せず、この問題に関するコメントを出さなかった。一方の江川はヘッドコーチ就任要請について「正式な話は受けていません」とコメントしている。江川本人は、名前が挙がったことは光栄であるとしつつ、「入団したとき小林繁さんに迷惑を掛けた（江川事件）のと同様に、（現ヘッドコーチの）岡崎さんに迷惑を掛けることになるので受けるのは難しい」と要請を固辞する考えを明らかにしている。また巨人の原辰徳監督はコーチ人事について「まったく知らなかったです。江川さんは大事な先輩なのでご迷惑をかけてなければいいのですが」とコメントしている。
清武から告発された立場である渡邉は11日21時に読売本社から帰宅し、報道陣の前に姿は見せたがこの問題に関するコメントは出さなかった。

### 11月12日　渡邉会長による反論
渡邉は会見翌日の11月12日夜に反論談話を発表、事実誤認、表現の不当、許されざる越権行為で渡邉に対する名誉毀損とし、清武に対し謝罪を求めた。
談話の要旨は以下の通り。
これに対し、清武は同日深夜に、渡邉の反論について「信じられない」とし、「原監督がGMやオーナーに相談せず会長に直訴したことは信じることはできず、原を巻き込むことに疑問を感じる」と談話を発表した。
巨人はこの日は宮崎キャンプの練習日で、岡崎は会見以降初めて報道陣の前に姿を見せ、一連の騒動について「その件については何も聞いていません」とコメントし、原は練習前に選手の前で「目の前の野球に集中しよう」と話し、球団からの連絡については何も無いとコメントした。桃井は何も言えませんとコメントしている。

### 11月13日 - 11月17日
13日、原が江川の入閣案を、渡邉との会談において多数出た案の一つとして認める発言をしている。14日には清武が球団業務を再開し、15日には桃井が宮崎の巨人キャンプを訪れ、岡崎に翌季のヘッドコーチ留任を伝え「特に迷惑をかけた」と陳謝している。 同日、桃井はNPBの加藤良三コミッショナーにも日本シリーズの直前に騒動になったことを陳謝している。桃井は清武については「当分GM業務をやってもらう、ただ心配もある。取締役会もあるしどういう措置になるか」とコメントしている。
17日、清武は11日の会見について「あの人事は速やかに行うということだ。日本シリーズが進行してしまってはコーチを守れないという判断の元に行った。こんな時期になったのは非常に残念です」とコメントしている。

### 11月18日　清武球団代表解任
この日、清武は13時から大村三郎（サブロー）、14時から藤井秀悟との契約更改交渉にあたっていたが、同じ14時に親会社の読売新聞グループ本社で臨時取締役会が開かれ、清武の取締役球団代表解任が決議された。
球団が挙げた解任の理由の要旨は以下の通り。
球団は同時に清武の後任球団代表に原沢敦、また桃井のオーナー職を解き、白石興二郎を取締役オーナーに就任させる人事も発表し、日本シリーズの最中に発表したことを謝罪し、「一刻も早く正常な状態に戻さなければいけない」とコメントした。これまで清武が担当してきた補強や契約更改などの戦力補強への影響については「白紙に戻した上でやり直しとなり、大変なハンデになる」と答えている。
15時40分、桃井が清武に対し解任を通告し、清武は「わかりました」と答えている。解任を受け、清武は「私は全く間違ったことはしていないので、後悔も反省もありません。処分は極めて不当だと思っている。権力者が誤ったとき、きちんとものを言うのが取締役の務めだと思う」とコメントし、法的措置の可能性を示した。
なお、渡邉はこの日は報道陣の前に姿を見せなかった 。

### 11月20日 - 12月31日
11月20日、清武は宮崎を訪れ、母校である宮崎県立宮崎南高等学校の創立50周年記念講演を行い、最初からそういう覚悟をしなければできないことだった、と騒動についてコメントしている。この日は解任されたということで巨人のキャンプには訪れなかった。
20日、吉峯弁護士は11月24日に清武による再反論会見を開くとした上で、球団が18日に発表した清武による常勤監査役の要求はなかったと反論し、球団に対し提訴の考えがあることを示した。
21日、渡邉は11日の清武の会見以降初めて報道陣による取材に応じ、「最高級弁護士10人を用意して、こちらから法廷にもっていく」と話し、また清武が主張する渡邉会長の「鶴の一声」で覆されたことに対しては「いずれ物件を見せて説明する。清武の主張はでたらめだ」と反論している。
25日、清武は日本外国特派員協会において会見を開き、11日の会見を前に渡邉との電話において「俺は最後の独裁者だ」と言われ「君は破滅だぞ。読売新聞と全面戦争になるんだ」と恫喝されたと述べ、江川を招聘しようとした渡邉とのやり取りを公表し、渡邉が独断で巨人の集客のために江川を入閣させようとしたことを改めて批判している。これに対し桃井は会見を聞いて「清武の解任理由は正当であることを確信した」と述べている。
12月5日、読売巨人軍と読売新聞グループ本社は清武を相手取り、コーチ人事を公表したことや、渡邉が独断で覆したり、役職を剥奪したなどと虚偽の事実を語り、取締役の忠実義務に反し読売新聞と巨人の名誉を傷つけたとして、約1億円の損害賠償を求める訴えを東京地方裁判所に起こした。巨人の白石新オーナーは「清武氏の本当の動機がGM交代に対する私怨だ」とする談話を発表している。
12月13日、清武が東京地方裁判所に対し、渡邉及び読売新聞グループ本社を相手取って約7,500万円の損害賠償請求と自身に対する謝罪広告掲載を求める民事訴訟を提起した。これを受けて清武が同日記者会見を行い、「正当な手続きにて確定し、行う予定であった読売巨人軍コーチ人事を『鶴の一声』で覆そうとした渡邉恒雄氏の行為は、監督を始めとする巨人軍内部の人間並びに巨人ファンの皆様に対する裏切り行為に他ならない」旨の声明を発表した。

### 2012年
2012年2月2日、清武側と巨人・読売新聞側の両者が東京地方裁判所へ提起した民事訴訟の第一回の口頭弁論が行われ、東京地裁は両者の提訴を併合審理することを決定した。巨人側は清武の新たな解任理由として「監督らの不信を招いている」として、これらを公表したことについて、「裁判になったので明らかにした、追加ではない」としている。清武側は渡邉恒雄を証人として出廷させたい方針としている。
3月中旬に朝日新聞社が巨人軍新人選手入団契約金問題を報道したことを受け、清武側が「過去の契約に関しては我が方は一切タッチしていない」と関与を否定するコメントを発すると、巨人側が「清武氏のコメントは嘘がある」と反論するなど、双方とも批判合戦を展開する状況となっている。

### 2014年
2014年12月18日、東京地裁は清武側に対し160万円の賠償を命じる判決を言い渡した。また、清武側の請求は全て棄却された。これを受けて清武側は同月19日に控訴している。

## マスコミの反応

### 読売系マスコミ
読売新聞の11月12日付の一面では取り扱われず、スポーツ欄において「巨人のコーチ人事、会長が指示と批判」と記事にしている。日本テレビは11日18時からのニュースでこの問題で2分間伝え、スポーツ報知のサイトでは会見直後の14時29分に伝え、読売新聞の公式HPでは11日22時16分に「『巨人のコーチ人事、会長が指示と批判』清武代表」と第一報を伝えている。
11月13日付の読売新聞ではスポーツ欄で「著しい名誉毀損、渡辺会長が文書」とした渡邉の反論の要旨を掲載し、渡邉が清武を批判したと記事にした。一方、清武による渡邉の反論に対する反論については掲載されなかった。
11月19日付の読売新聞ではこの問題において初めて一面で取り上げ、「巨人、清武取締役を解任」という見出しで、清武が渡邉を批判した記者会見を行なった問題で解任した、と伝え、球団が発表した解任理由を挙げて報道し、この日は清武の反論コメントも載せている。
2012年2月3日付の読売新聞では『清武氏への解任は正当。賠償訴訟、巨人本社が改めて主張』と題した前日での第一回口頭弁論の記事において、54行中29行を使って読売側の主張を掲載、一方で清武側については「これに対し、清武氏側は『取締役解任は正当な理由がない』などと反論した」と3行で伝えている。

### 読売系列以外の新聞
11月12日付の全国系新聞でも大きく取り扱われ、産経新聞は「巨人代表、渡辺会長を批判」とし、毎日新聞は「巨人代表、内部告発。渡辺会長、人事に不当介入」といずれも一面で大きく見出しをつけて報道している。朝日新聞は一面のその日の概要欄に清武の写真付きで「球団代表、渡辺会長を批判」と紹介した。日本経済新聞はスポーツ欄において「巨人代表、渡辺会長を批判」と清武の写真入りで報道した。 毎日では声明の全文を掲載しており、会見の翌日に始まる日本シリーズ直前にして問題を表面化したことについて、朝日は清武も渡邉同様ファンを無視した暴挙、産経は清武も東日本大震災の影響による開幕延期に反対しておいて違和感を覚えるとして、いずれも清武前球団代表を批判している。
11月19日付の読売以外の新聞（朝日、毎日、産経、日経）は12日とは逆に一面でこの問題を取り上げておらず、いずれもスポーツ欄及び社会欄での掲載となっている。
11月26日付の朝日新聞において清武に対するインタビューを紙面一面を使い掲載、続く28日には同様に「独裁者と呼ばれて」とタイトルで渡邉に対するインタビューが掲載され、自身が独裁者と呼ばれることについて、「僕は民主的だよ、独裁者と書くメディアもあるが面白いし、売れるからね」と答えている。
2012年2月3日付の朝日、産経、毎日各紙でも大きく取り上げられ、朝日と産経がそれぞれ「開幕」と表現した題をつけ、朝日は清武の写真入りで記事にしている。清武の談話は3紙とも掲載、一方で巨人の白石オーナーの談話は毎日では掲載されていない。日経は口頭弁論が行われたことを伝え、どちらのコメントも掲載されていない。

### その他のマスコミ
清武前球団代表の11月11日における会見はニコニコ動画で生中継され、28万人が視聴している。
アメリカの大手経済紙のウォールストリート・ジャーナルは電子版で「オリンパスからジャイアンツへと革命が広がった」という見出しで、巨人の内紛をGMの清武による「驚くべき反逆」として取り上げている。

## プロ野球関係者の反応
加藤良三
11月11日、加藤コミッショナーは「事実関係はわかってないのでコメント出来ない」と述べた。
星野仙一
星野仙一東北楽天ゴールデンイーグルス監督は「内々のことは巨人の中で話をしたらええやないか。会社会社で違うし、わざわざコメントしない」と述べている。
広岡達朗
巨人OB会の広岡達朗副会長は不透明な責任範囲を問題とし、米球界に当てはめれば今季の巨人は清武と原監督が「クビ」という見解も示した。「誰が悪いではなく日本の野球の構成上起こりうる。（巨人はGMが）外国人の獲得に失敗し、選手はたくさんいても原が食い（使い）きれなかった。アメリカの方程式ではGMはクビで、いい選手がいて勝たない監督は5割でも能力がないと処理されても仕方ない」「（一般的に）オーナーというのはわがままなもの。今回は12球団含めて反省しないといけない警告。コミッショナーを筆頭にあるべき姿にね」などと述べている。
なお広岡副会長の「清武が外国人の獲得に失敗し、アメリカならクビ」というコメントは、渡邉会長が11月12日に出した反論談話において引用され、「広岡さんの言葉はもっともだと思います」と談話内で述べている。
長嶋茂雄
長嶋茂雄読売巨人軍専務取締役終身名誉監督は18日の臨時取締役会に出席し、「清武氏の言動はあまりにもひどいものです。戦前、戦後を通じて巨人軍の歴史で、このようなことはなかったです。解任は妥当だと思います」と清武を批判している。
江本孟紀
野球解説者の江本孟紀は「清武氏の解任は当然」と主張している。そのうえで、ゼネラルマネージャーとしての清武の問題点について論じ、清武の記者会見について「清武氏は自らの責任について一度も語らなかった。GMという制度を理解していなかった」と指摘するなど、清武がゼネラルマネージャーという職責を果たしていないと主張している。さらに、日本のプロ野球界全体について「日本の球界は素人に球団の編成やGMを任せている」点を問題点として挙げ、そのような日本のプロ野球界の土壌が「清武氏のような勘違いする人間を作り出してしまった」遠因だと論じている。また、渡邉側を厳しく批判する清武側の手法について「読売やナベツネさんの悪い部分を後から暴露して、復権させろと脅すのであれば、まるで暴力団と同じ手法」だと苦言を呈している。
原辰徳
2012年6月21日発売の週刊文春（6月28日号）にて、原監督の不倫と元暴力団への1億円の支払いが報道されると、原監督は早々にコメントを出しファンに謝罪すると同時に「清武さんへ」と題する文書を発表し、この件を漏洩したのが巨人の元GMである清武であると名指ししたが、直後に清武から「非常に残念でなりません。私は関知していません」とのコメントが出された。

## 各界のコメント

### 政官界
文部科学省
清武は記者会見を文部科学省の庁舎で開催した理由について「文部科学省はプロ野球も所管している」と自説を展開し「文部科学省も無関心ではおれない問題」などと主張していた。ところが文科省は、日本野球機構に対する指導監督権限を有するものの、読売ジャイアンツの運営会社である読売巨人軍に対して直接指導する権限は持っていないとしており、清武の主張を真っ向から否定している。また、文部科学省競技スポーツ課では、担当官が「現段階では指導に乗り出すつもりはない」と明言するとともに「何の連絡もないし、企業の内紛の段階ではないか」と指摘した。
石原慎太郎
渡邉会長と親交がある石原慎太郎東京都知事（当時）は、「渡邉さんは実質的なオーナーで実力者、天の声というのもあるだろうよ」と11日の記者会見で述べている。

### 法曹界
牛島信
作家で弁護士の牛島信も、「清武氏が巨人を愛する気持ちは尊いと思うが、一般的な企業の場合、法的観点からは親会社（読売新聞グループ本社）の代表権を持つ渡辺氏は、100％子会社である巨人軍の人事を指示できると考えられる。清武氏の行動はやむにやまれぬものとは思われるが、渡辺氏の行動にコンプライアンス上の問題があるとは考えにくい」と述べている。

### 企業統治・危機管理
田中辰巳
危機管理コンサルタントの田中辰巳は清武の記者会見について「清武代表はコンプライアンスという言葉を誤って使っていた」と辛辣に論評し「順法の観点で見れば、清武代表こそ内部統制に反している」と指摘している。また、そのうえで「コンプライアンスはあまり関係ないと思います。むしろ、ガバナンス、企業統治という視点で一言でいえば、企業を私物化されているのではないかと。コーチの人事について、取締役会長が口を出すというのは犯罪でもなんでもないわけです。ただ、ちょっと、やり方は乱暴で時代錯誤」と述べている。
針木康雄
経営評論家の針木康雄は「昔からプロ野球球団にはワンマンなオーナーはいたが、立場をわきまえている人は余計なことは言わなかった。経営の責任者にとって最も重要なのが人事権なのに、昔の人が人事に口を出すのは最悪だ。そういう会社は現場の団結力が失われてだめになる」と述べている。
森岡孝二
企業倫理に詳しい森岡孝二関西大学経済学部教授は「会社の意思決定のプロセスを無視し、渡辺氏が決定を申し渡すのは明らかに不当。独裁的な経営は弊害が大きいとして、改めていく流れが広がっている」と述べている。